# Stizocera jassuara
Stizocera jassuara là một loài bọ cánh cứng trong họ Cerambycidae.